# Gert Germeraad
Gert Germeraad (Utrecht, 21 december 1959) is een Nederlands beeldhouwer en tekenaar.

## Leven en werk
Gert Germeraad werd geboren in Utrecht. Na een aantal jaren als medisch analist (histopathologie) te hebben gewerkt, heeft hij zich omgeschoold tot beeldhouwer. Hij studeerde aan de Vrije Academie in Den Haag en de Academie van Beeldende Kunsten in Rotterdam. In zijn werk richt Germeraad zich vooral op het portret. Hij werkt veelal in series met een thema dat de beelden inhoudelijk met elkaar verbindt. De thema's kunnen gaan over oude theorieën zoals Physiognomie en de Temperamentenleer, theorieën die een relatie willen leggen tussen het uiterlijk en innerlijk. De focus van het werk ligt bij de perceptie van de Ander. Recent werk gaat over racisme en eugenetica.
Germeraad woont en werkt in Brösarp, Zweden.

## Werken (selectie)
- 2010 On Racial Biology (Eugenetica)
- 2008 Depicting Criminals
- 2006 De Vier Temperamenten
- 2004 - 2006 Portret van een man
- 2004 serie over Physiognomie

## Exposities (selectie)
- 2011 Kristianstads Konsthall, Zweden (Serie On Racial Biology, Eugenetica)
- 2009 Stedelijk Museum de Lakenhal, Leiden (Serie over Marinus van der Lubbe)
- 2008 NEON Gallery, Brösarp, Zweden (Serie Depicting Criminals)
- 2007 Museum Het Prinsenhof, Delft - Contour • Continuïteit
- 2002 Stroom Den Haag, Toussaintkade
- 2001 Galerie de Zaal, Delft
- 2000 Museum Princessehof, Leeuwarden

## Werk in de (semi) openbare ruimte
- 2007 Portret van baron Johan Adelswård, Adelsnäs Slott, Åtvidaberg, Zweden
- 2002 Mansportre voor De beeldengalerij van Peter Struycken
- 2000 Studie naar de menselijke proporties volgens Albrecht Dürer, in een binnentuin aan de Zuidwal in Den Haag

## Fotogalerij

Serie On Racial Biology, 2010 (selectie)
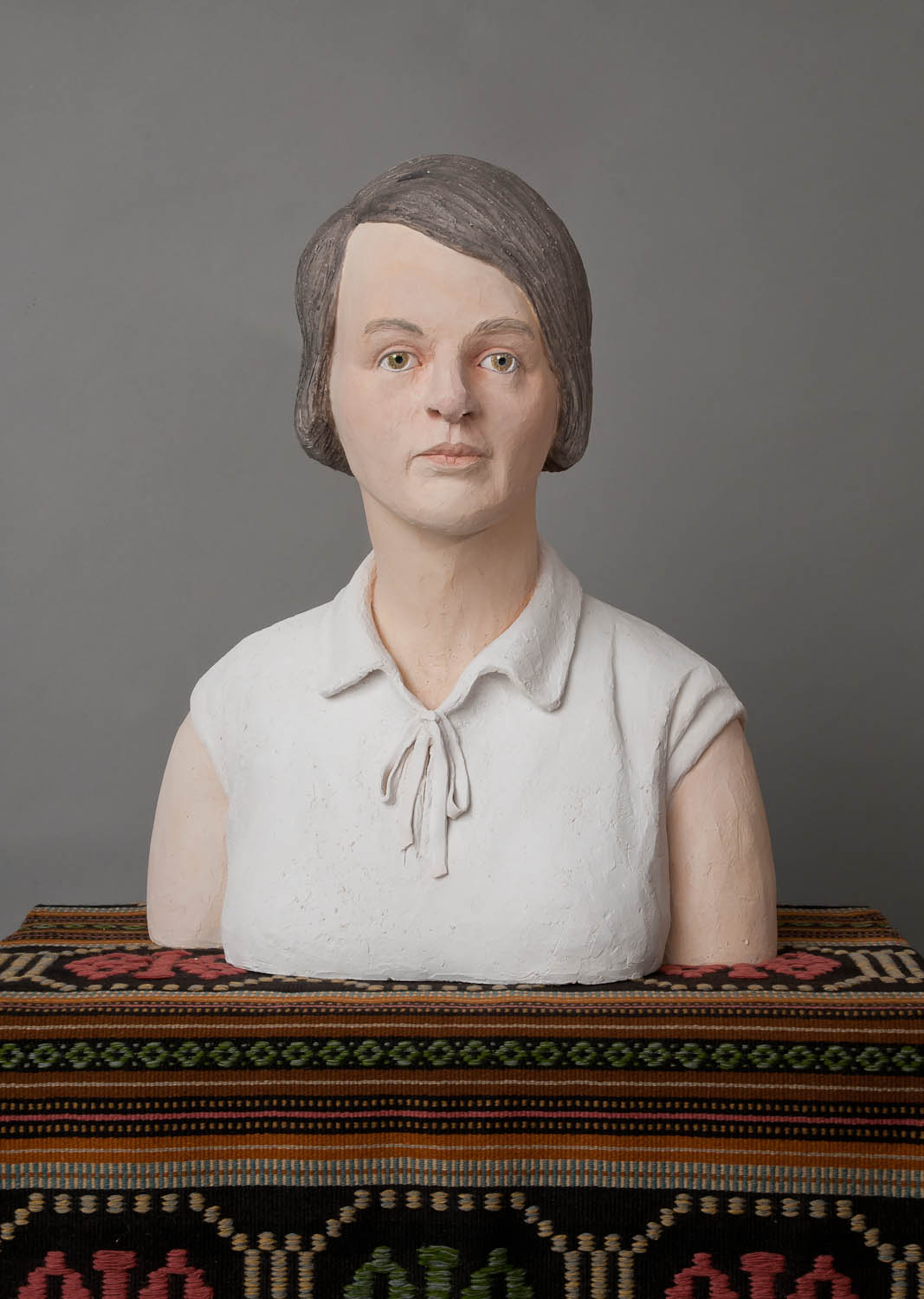
Series on Racial Biology (Eugenetica)
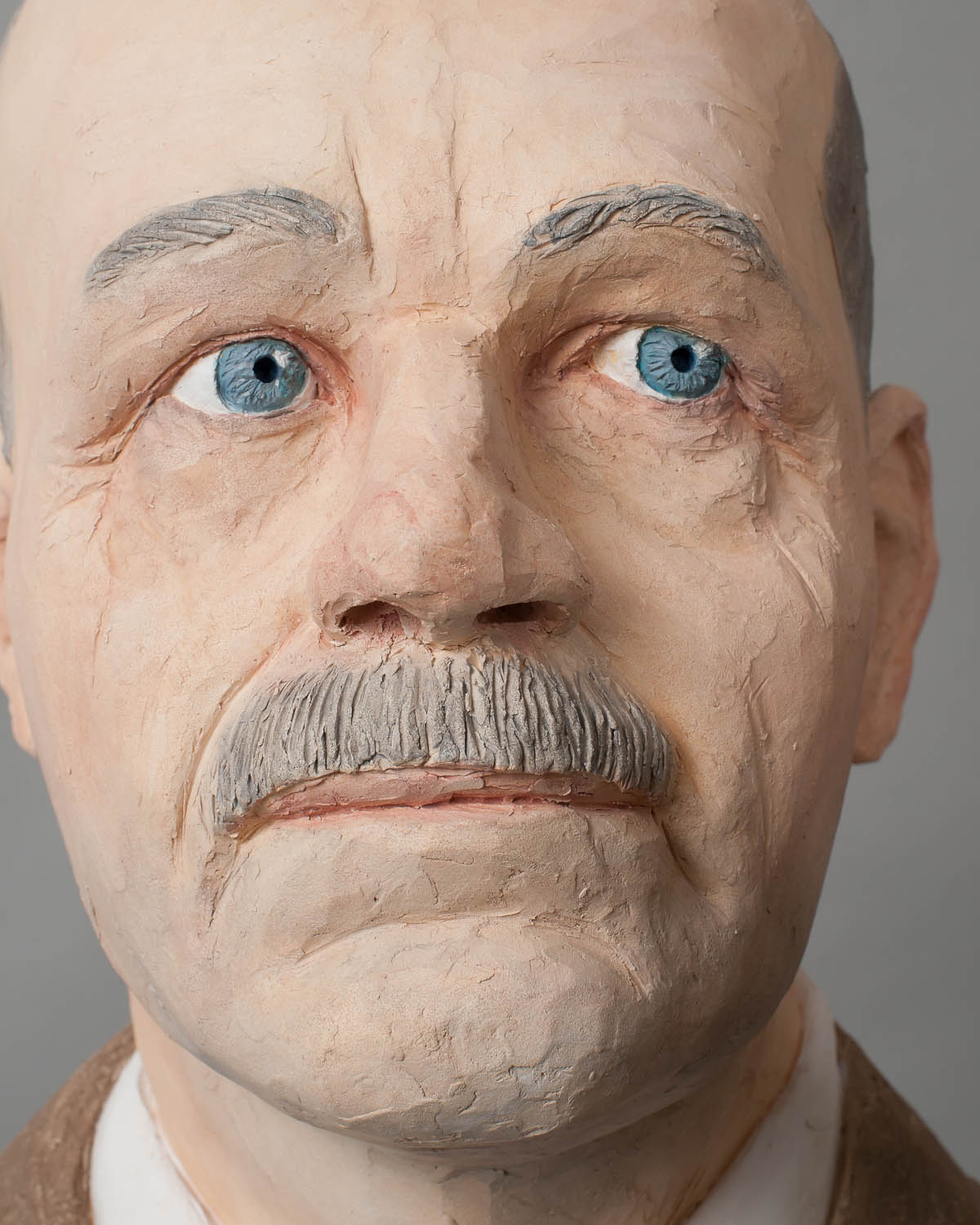
Series on Racial Biology (Eugenetica)
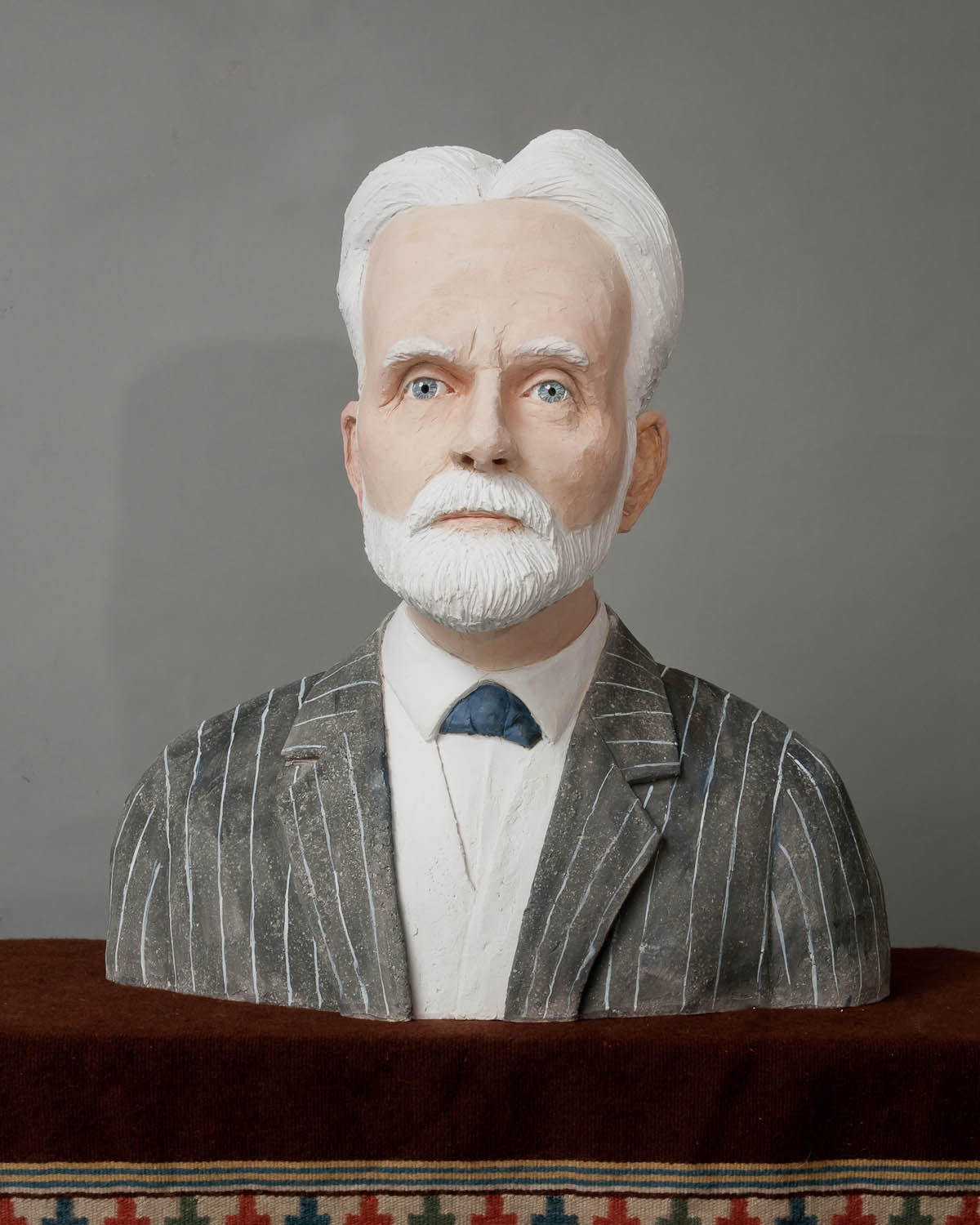
Series on Racial Biology (Eugenetica)
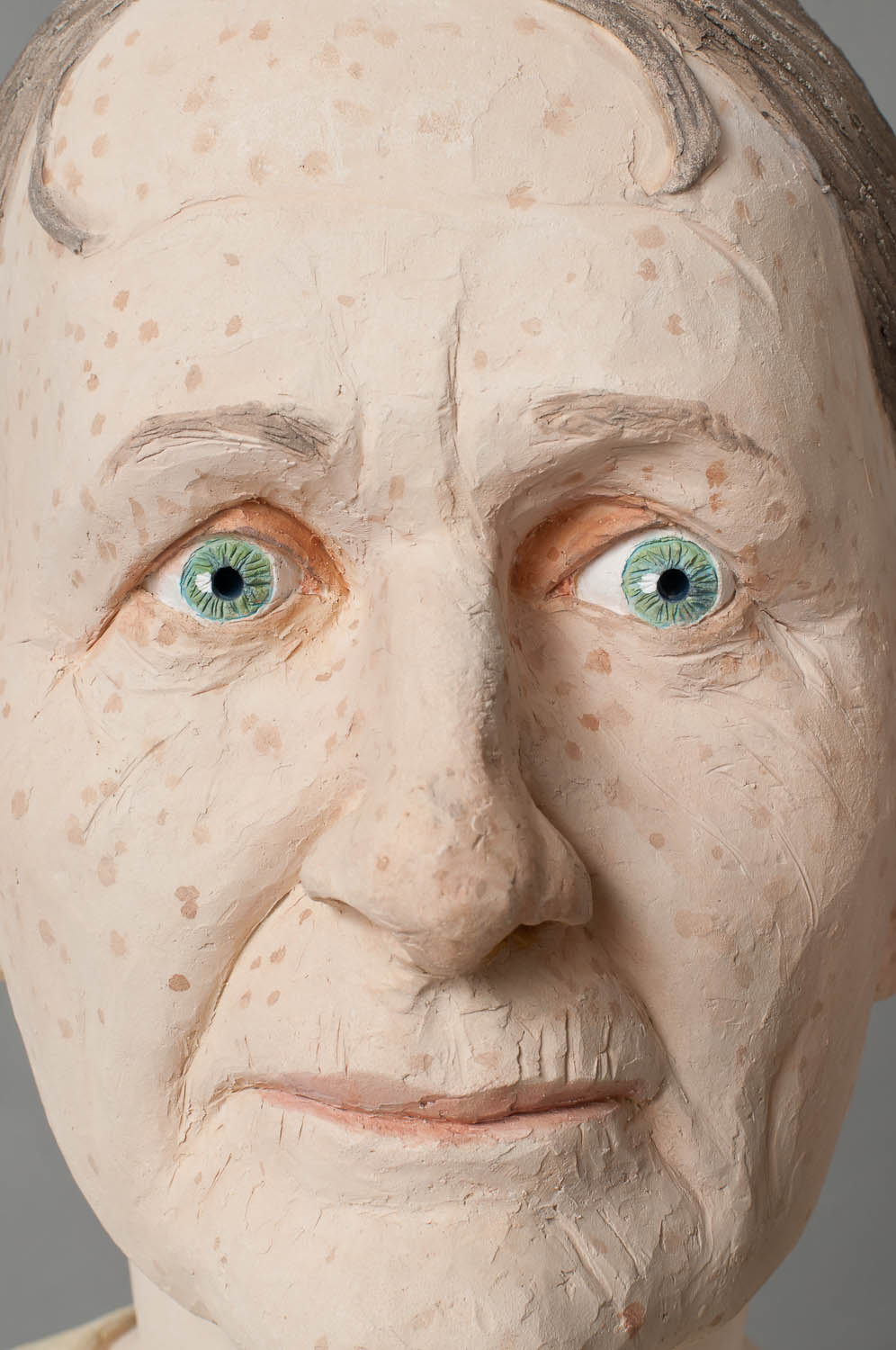
Series on Racial Biology (Eugenetica)

Serie Depicting Criminals (selectie)
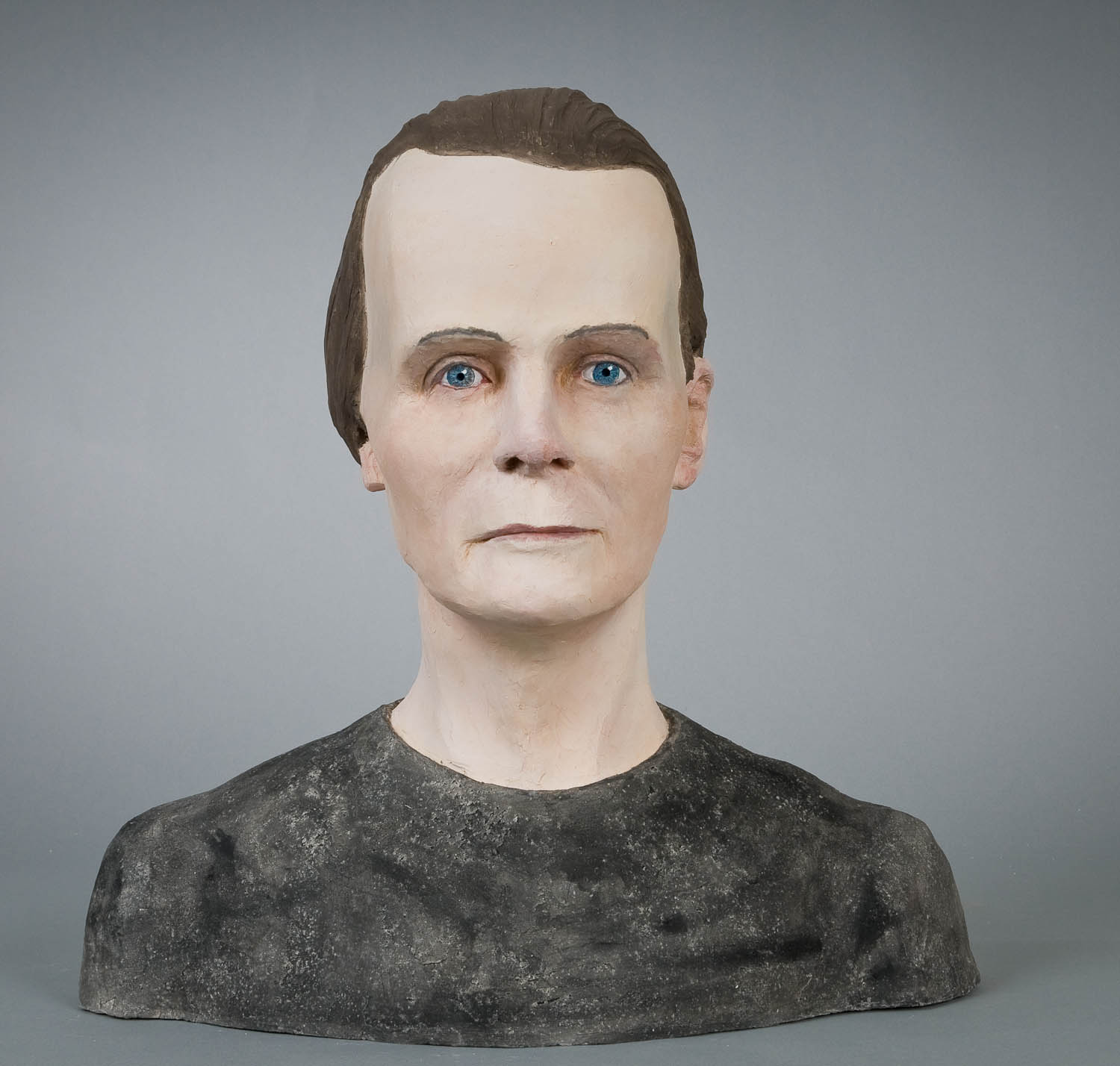
Depicting Criminals: "De Poolse landarbeider Rosalia Glodzik werd op 13-8-1940 door de identificatiedienst van de Gestapo Wenen gearresteerd"
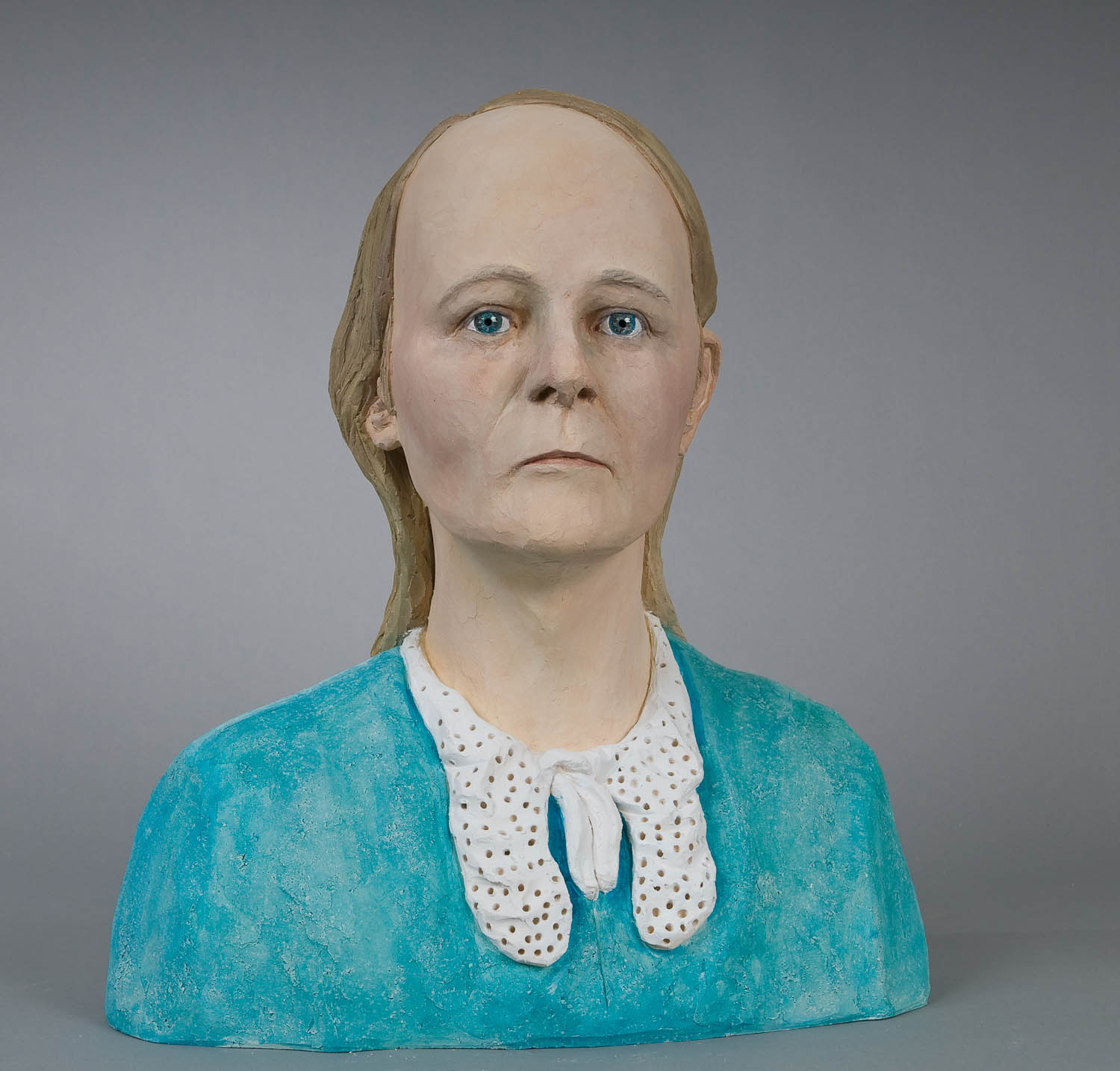
Depicting Criminals: "De Poolse landarbeider Katharina Dobocz werd op 7-9-1942 wegens "verboden omgang" door de identificatiedienst van de Gestapo Wenen gearresteerd. Ze werd overgebracht naar Concentratiekamp Ravensbrück."
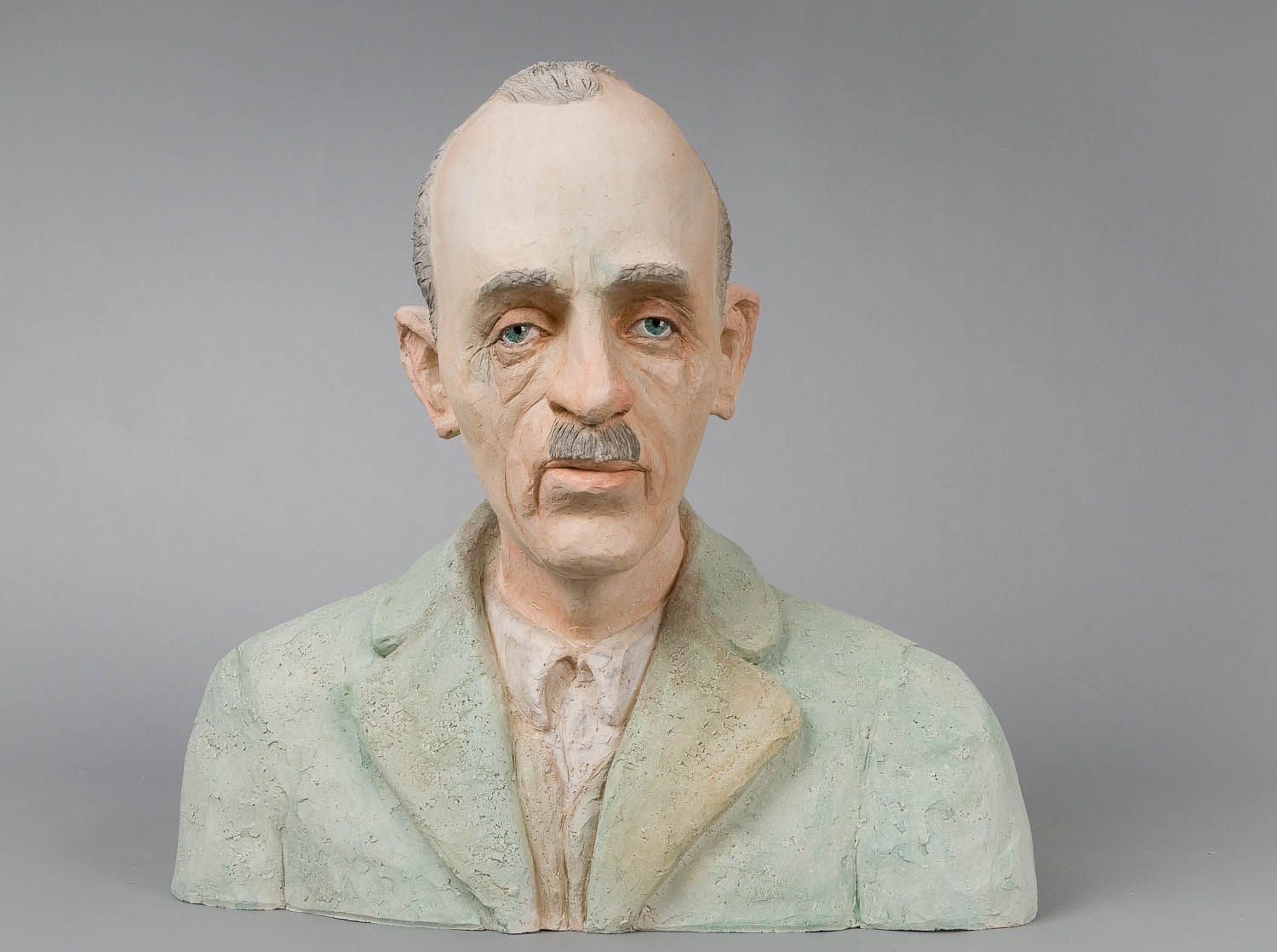
Depicting Criminals: "De Poolse landarbeider Felix Oginsky werd door de identificatiedienst van de Gestapo Wenen op 27-6-1940 gearresteerd op zijn werkplek in Velm (NÖ) wegens Verdenking van werkweigering'"

Werk in de (semi) openbare ruimte
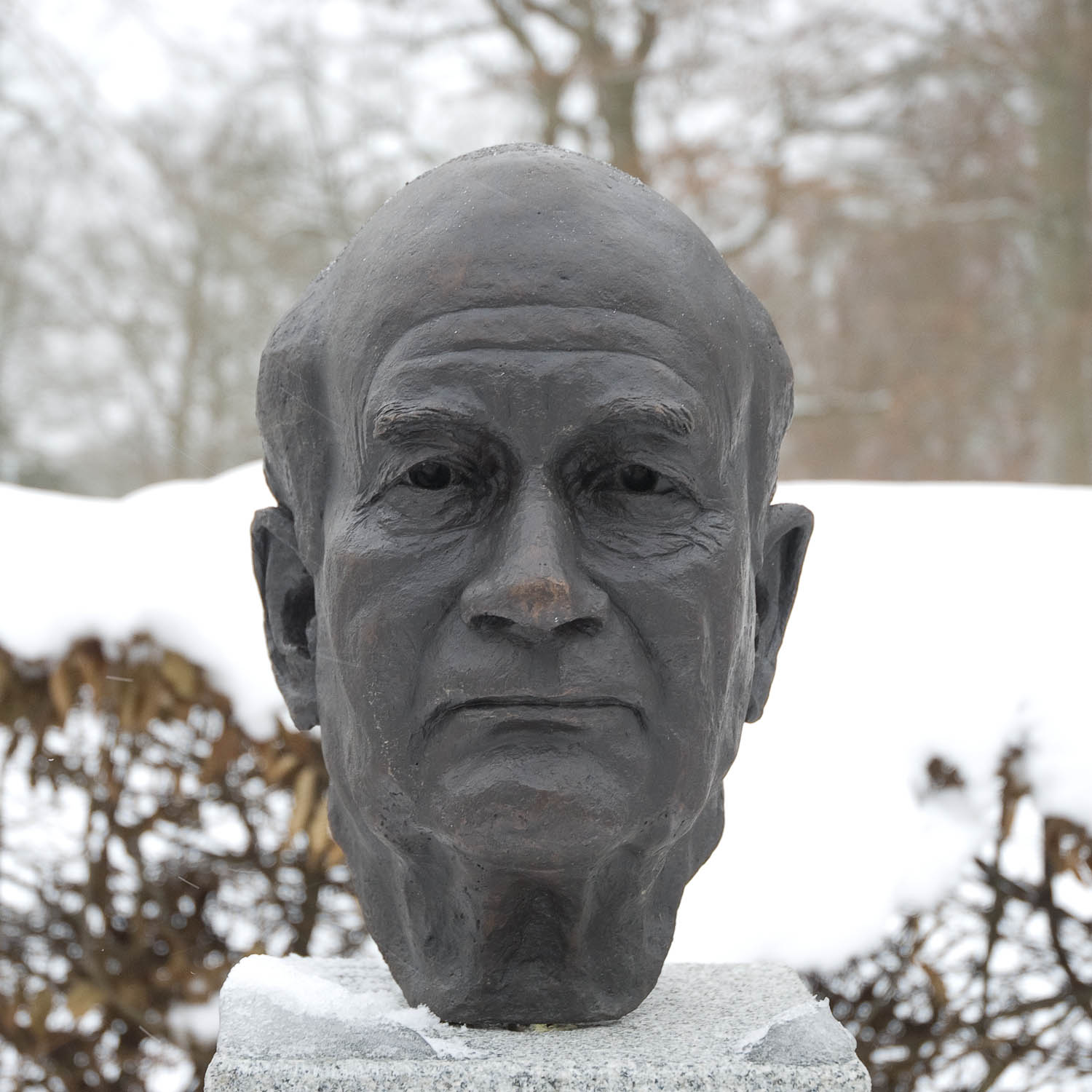
Portret van baron Johan Adelswärd, 2007, brons. Locatie: Adelsnäs Slott, Åtvidaberg, Zweden
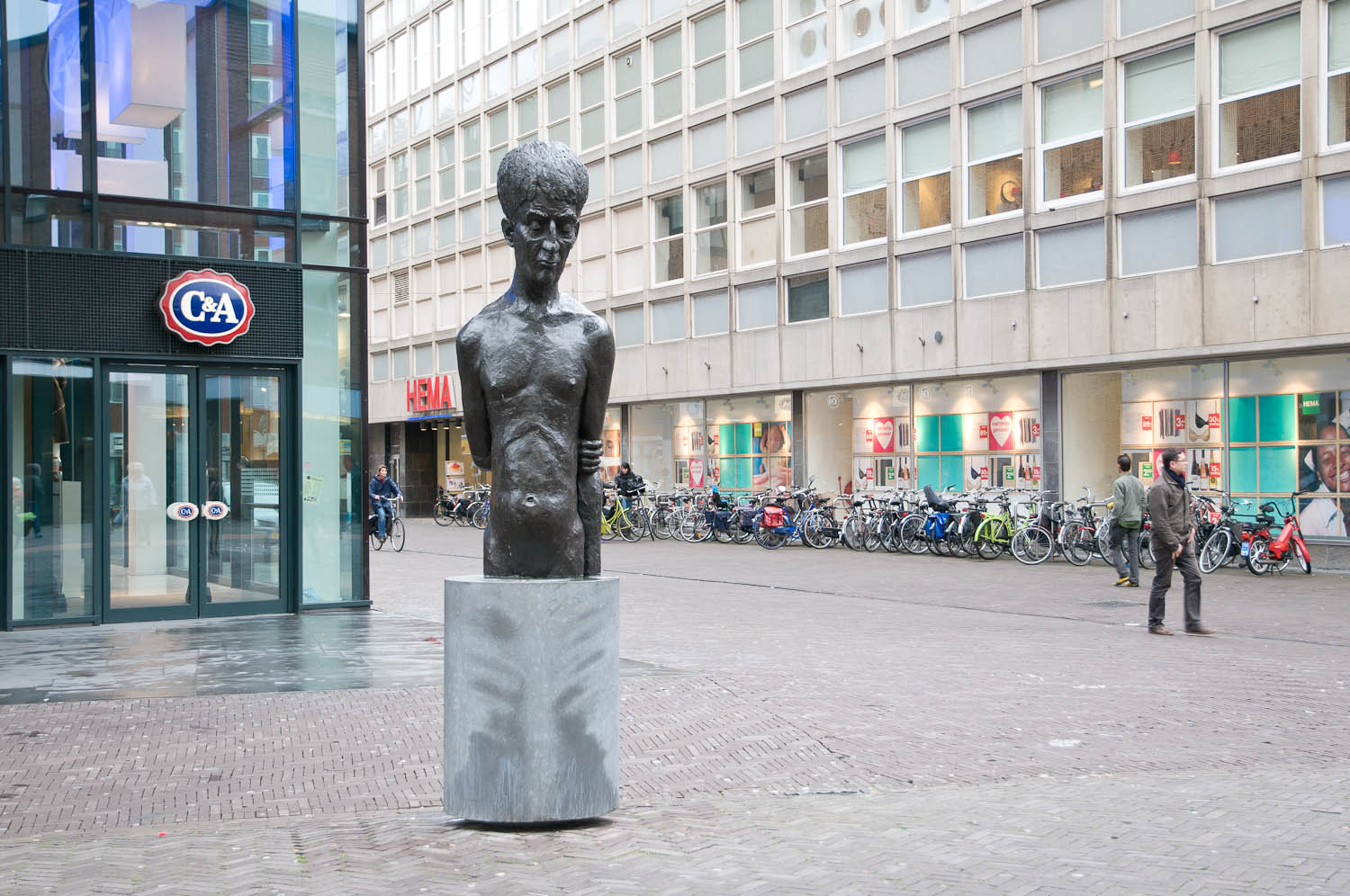
Mansportret (2002), brons, Grote Marktstraat, Den Haag
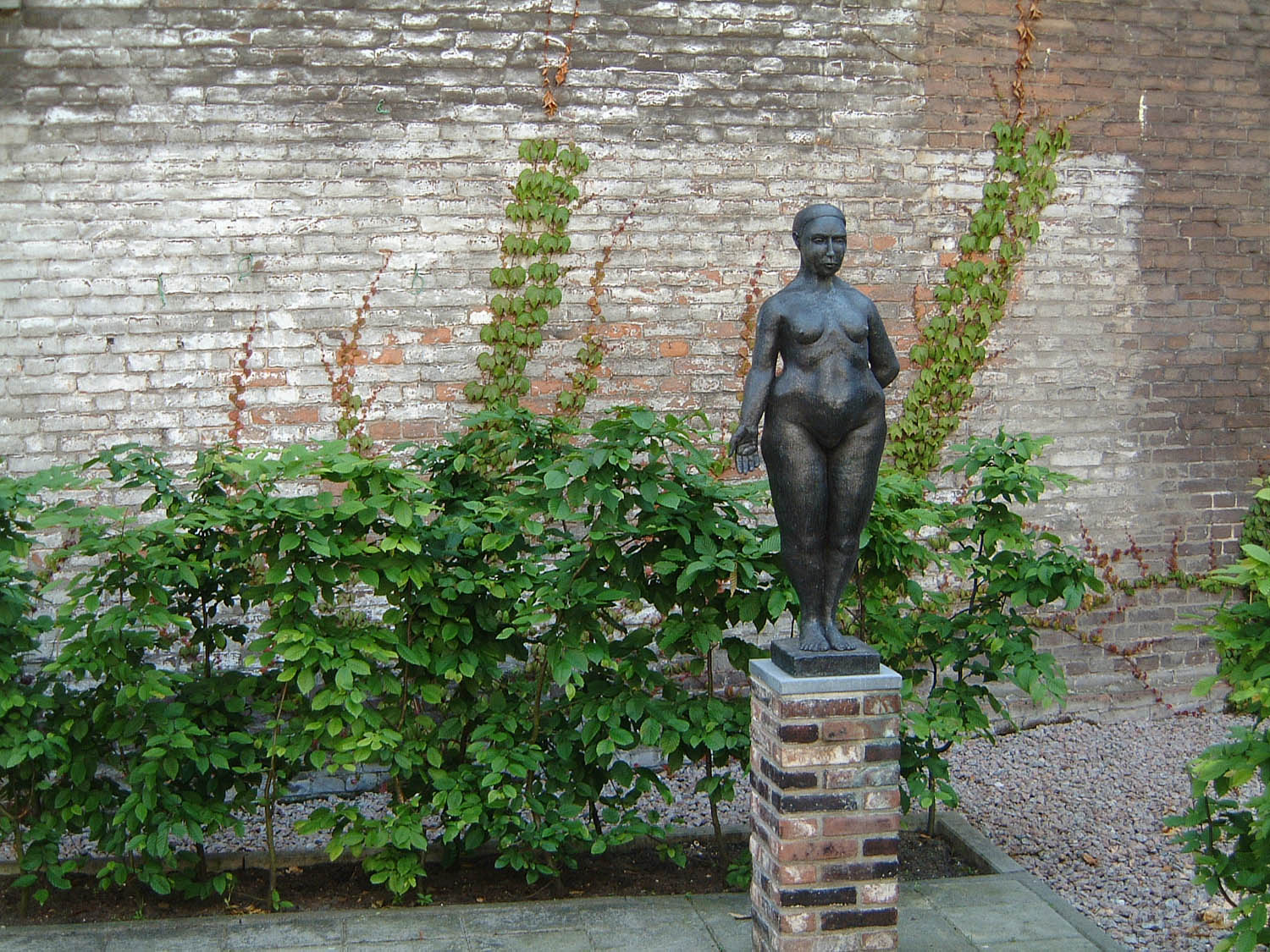
Studie naar de menselijke proporties volgens Albrecht Dürer, 2000, brons, Binnentuin aan de Zuidwal, Den Haag.